# Andrés de Vandelvira

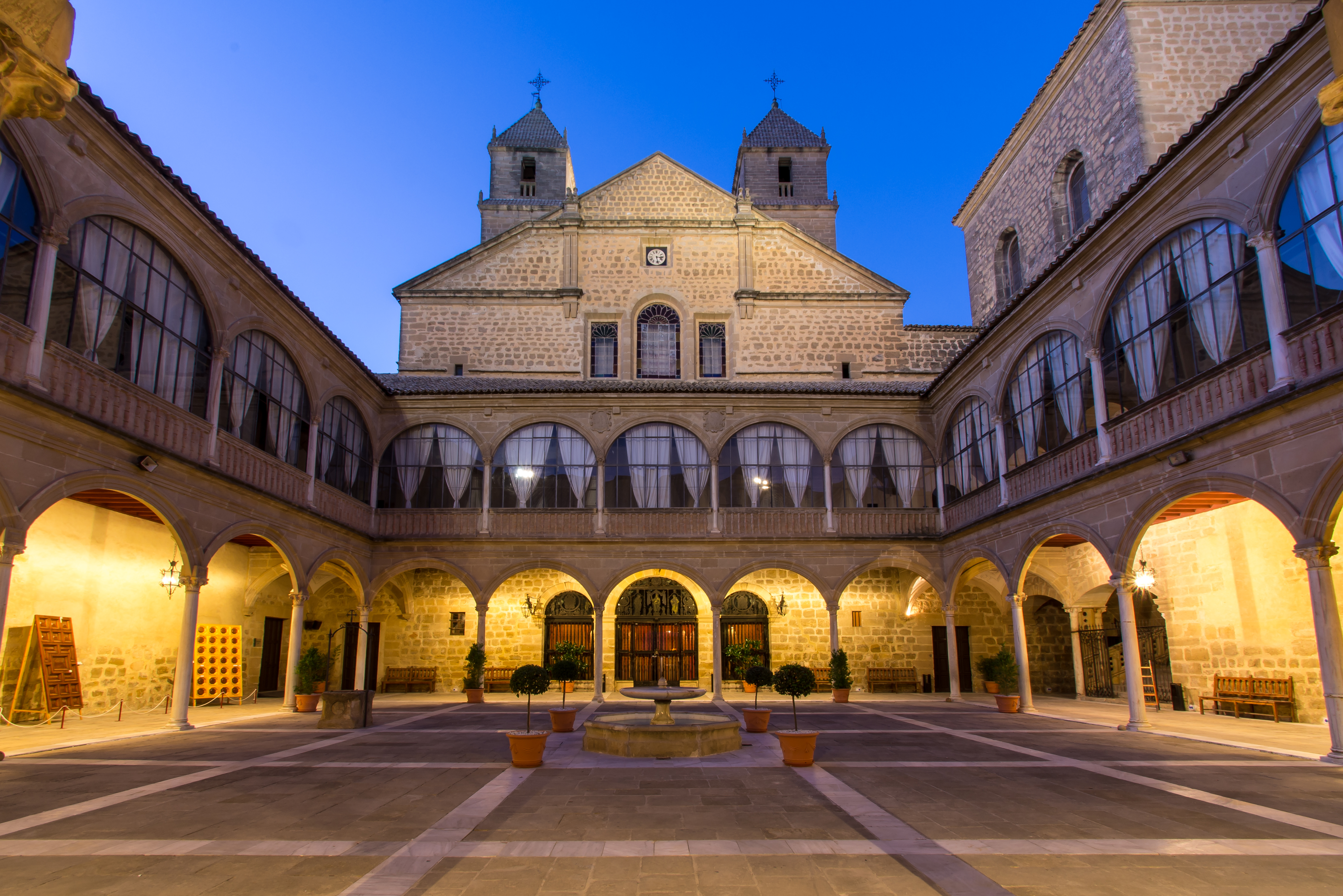
Hospital de Santiago. Úbeda

Andrés de Vandelvira (Alcaraz, (Albacete), 1509 — Xaém, 1575) foi um arquiteto renascentista espanhol.
Entre as suas obras mais notáveis estão a Sacra Capilla del Salvador, realizada em Úbeda sobre um projecto inicial de Diego de Siloé, por ordem de Francisco de los Cobos. Atrás desta obra, vieram muitas outras, como a capela dos Benavides no convento de San Francisco de Baeza, uma obra-prima; a intervenção na catedral de Baeza ou no Antigo Convento de Santo Domingo da Guarda de Xaém, o Hospital de Santiago de Úbeda ou a própria catedral de Xaém, considerada sua maior obra. O templo de Nossa Senhora da Asunción de Villacarrillo foi uma de suas primeiras e grandes obras na província de Xaém.